# 가마쿠라 막부 정이대장군
가마쿠라 막부 정이대장군(일본어: 鎌倉幕府 征夷大將軍)은 가마쿠라 막부의 정이대장군들의 목록이다.

## 목록
| 대수  | 이름                          | 임기 시작 | 임기 종료 | 계명                     | 비고                      |
| ----- | ----------------------------- | --------- | --------- | ------------------------ | ------------------------- |
| 제1대 | 미나모토노 요리토모(源頼朝)   | 1192년    | 1199년    | 武皇嘯厚大禅門           | 가마쿠라 막부의 창건자.   |
| 제2대 | 미나모토노 요리이에(源頼家)   | 1202년    | 1203년    | 法華院殿金吾大禅閤       | 미나모토 요리토모의 아들. |
| 제3대 | 미나모토노 사네토모(源実朝)   | 1203년    | 1219년    | 大慈寺殿正二位丞相公神儀 | 미나모토 요리이에의 동생. |
| 제4대 | 후지와라노 요리쓰네(藤原頼経) | 1226년    | 1244년    | -                        | 후지와라씨 출신의 쇼군.   |
| 제5대 | 후지와라노 요리쓰구(藤原頼嗣) | 1244년    | 1252년    | -                        | 후지와라씨 출신의 쇼군.   |
| 제6대 | 무네타카 친왕(宗尊親王)       | 1252년    | 1266년    | -                        | 황족 쇼군.                |
| 제7대 | 고레야스 친왕(惟康親王)       | 1266년    | 1289년    | -                        | 황족 쇼군.                |
| 제8대 | 히사아키 친왕(久明親王)       | 1289년    | 1308년    | -                        | 황족 쇼군.                |
| 제9대 | 모리쿠니 친왕(守邦親王)       | 1308년    | 1333년    | -                        | 황족 쇼군.                |

## 같이 보기
- 가마쿠라 막부
- 정이대장군